# Le Joli Mai
Pour plus de détails, voir Fiche technique et Distribution.
Le Joli Mai est un film documentaire français de Chris Marker et Pierre Lhomme, sorti en 1963.

## Synopsis
Un mois dans une ville, mai 1962, Paris filmé au plus près du pavé et des visages par Chris Marker et son équipe. « En ce premier mois de paix depuis sept ans », car la guerre d'Algérie s'achève avec les accords d'Évian, que font, à quoi pensent les Parisiens ? La guerre et la politique ? On évite d'en parler, l'interviewer s'en étonne même : les Français qui aimaient tant discuter seraient-ils muets ?

## Fiche technique
- Titre : Le Joli Mai[1]
- Scénario : Chris Marker, Catherine Varlin
- Réalisation : Chris Marker et Pierre Lhomme
- Assistant réalisateur : Pierre Grunstein
- Production : La Sofra
- Photographie : Pierre Lhomme, Étienne Becker, Denys Clerval, Pierre Willemin
- Son : Antoine Bonfanti
- Texte dit par Yves Montand
- Musique : Michel Legrand, la chanson Le Joli Mai, interprétée par Yves Montand, est une réinterprétation de la chanson russe Odinokaya garmon'.
- Montage : Eva Zora, Annie Meunier, Madeleine Lacompère
- Format : 35 mm - Noir et blanc
- Durée : 156 minutes (2 h 36)
- Genre : documentaire ethnographique
- Date de sortie :
  - France : 3 mai 1963

## Distribution
- Yves Montand : narrateur (voix)
- Henri Belly
- Nathalie Michel
- Henri Crespi
- Charles de Gaulle

## Récompenses
- Prix FIPRESCI au Festival de Cannes 1963
- Lion d'or de la meilleure première œuvre au festival de Venise 1963